# Insomniac
Insomniac je čtvrté album americké punk rockové skupiny Green Day. Bylo vydáno 10. října 1995 u Reprise Records.

## Skladby
1. Armatage Shanks - 2:17
2. Brat - 1:43
3. Stuck with Me - 2:16
4. Geek Stink Breath - 2:16
5. No Pride - 2:20
6. Bab's Uvula Who? - 2:07
7. 86 - 2:48
8. Panic Song - 3:35
9. Stuart and the Ave - 2:04
10. Brain Stew - 3:13
11. Jaded - 1:31
12. Westbound Sign - 2:13
13. Tight Wad Hill - 2:00
14. Walking Contradiction - 3:31